# Alan Colquhoun Duff
Alan Colquhoun Duff, britanski general, * 11. november 1896, † 4. november 1973.